# Pandaerne
Pandaerne er en tegnet satire-tv-serie skabt af Wulffmorgenthaler. Serien blev sendt på DR2 & DR HD (19. januar 2011 - 18. oktober 2012) Programmet blev sendt onsdag kl. 20.00 og igen torsdag klokken 21.00 på DR2 & DR HD.

## Figurer
Seriens omdrejningspunkt er en familie af antropomorfiserede pandaer, som består af:
- Tommy – faren som desperat prøver at holde styr på familien, men den respekterer ham ikke. Han er skaldet i toppen og ryger mange cigaretter og er besat om drømmen om at score en stor økonomisk gevinst. Han er ansat i et medicinalfirma, ved navn MediPharm, der tester ny medicin på dyr, hvilket ofte skader mere end det gavner.
- Debbie – moren, der bruger det meste af tiden på at drikke en masse gin & tonic samt dåseøl. Hun er overvægtig på lykkepiller og er kværulantisk hård og sarkastisk. Debbie arbejder i en tøjbutik der hedder Big and Beautifu, som sælger tøj til store piger. Hun er grå med langt orange hår.
- Vanessa – teenagedatteren som ofte praler om sine "knald hårde" silikonebryster, som Tommy har brugt 28.000 på. Hun er 17 år og bruger det meste af tiden på at sms'e, se fjernsyn, og tale om hvor hot hun selv synes, hun er.
- Conrad – den yngste søn der er 9 år gammel og som driver familien til vanvid med sine uendelige spørgsmål, såsom: kan man godt bo i en paraply?. Han er karakteriseret som værende meget mærkelig og kan ofte blive ramt af kunstnerisk inspiration og dyb ensomhed.

### Øvrige figurer
- Dick Bird – En anden kendt figur fra wulffmorgenthaler-striberne som optræder i episode 3. Dick prøver altid at få folk til at investere i hans tvivlsomme firmaer der ofte handler om at spare penge. Han er tidligere ejer af Dick Birds Discount Hospital hvor alt koster 1099 kr. Han forsøger jævnligt at få sine projekter godkendt af Bente fra Kommunen men hun afviser ham jævnligt og kalder ham en Liberal Psykopat, bl.a. grundet en selvmordsovn, som Dick Bird har til salg (også til 1099,-).
- Psykotiske Claus (Parodi på Peter Lundin) – Han optræder i episode 1 og er en psykopat, der er blevet spærret inde i fængslet for at myrde alle de kvinder han har været i nærheden af, for derefter at putte dem i sin kummefryser og spise dem eftersom han er impotent og derfor mener at det er den eneste måde han kan få kropslig kontakt på. Han har været utro med Debbie indtil Tommy kom hjem og skræmte ham væk da han var ved at myrde hende.
- Jørgen Ingenarm – Tommys kollega, som ingen arme har. Dette er sket, fordi Tommy smed et cigaretskod i en delfins blæsehul som derefter bed begge Jørgens arme af. I episode 1 blev han forfremmet på MediPharm, hvor også Tommy arbejder. Han ses altid med cykelhjelm på (dog set bort fra 1. afsnit, hvor det én enkelt gang ses, at hjemlen tages af) og indenunder har han langt rødt hår. Tommys familie betaler for en operation i episode 5, hvor Jørgen får opereret en kineser arm på, men den bliver slået af igen og kørt over af en plæneklipper, da Tommy vil give Jørgen en "high five".
- Dr. John Erik - John Erik er byens læge og er kendt for at nedgøre sine patienter og foretage over 600 misoperationer. Han taler ofte i en monoton stemme, lidt ligesom Bente fra kommunen.
- Bente fra Kommunen - Er kommunens "offentlige ansigt". Hun taler i en monoton stemme og overfylder kommunens lovgivning til dets fuldeste. Hun er desuden lesbisk for Debbie.

## Instruktion & Manuskript

### Sæson 1
- Mikael Wulff (Instruktør og forfatter)
- Anders Morgenthaler (Instruktør og forfatter)
- Nanna Westh (Medforfatter: Afsnit 1-4, 6-8 og Special)
- Elias Ehlers (Medforfatter: Afsnit 3, 5 og Special)
- Jesper Juhl (Medforfatter: 5. afsnit og Special)

### Sæson 2
- Mikael Wulff (Instruktør og forfatter)
- Anders Morgenthaler (Instruktør og forfatter)
- Brian Mørk (Medforfatter: Afsnit 1-2, 4-5)
- Anders Frithiof August (Medforfatter: 6. afsnit)

### Sæson 3
- Mikael Wulff (Instruktør og forfatter)
- Anders Morgenthaler (Instruktør og forfatter)
- Brian Mørk (Medforfatter: Afsnit 2-3, 5)
- Anders Frithiof August (Medforfatter: Afsnit 1, 4, 6-7)

## Medvirkende

### Sæson 1
- Esben Pretzmann (Tommy og Conrad)
- Helle Dolleris (Debbie)
- Christiane Schaumburg-Müller (Vanessa)
- Anders Morgenthaler (Diverse biroller)
- Mikael Wulff (Diverse biroller)
- Nanna Westh (Elise: 6. afsnit)
- Frederik Diekelmann (Bilal)

### Sæson 2
- Esben Pretzmann (Tommy og Conrad)
- Helle Dolleris (Debbie)
- Christiane Schaumburg-Müller (Vanessa)/(Pernille: 5. afsnit)
- Anders Morgenthaler (Diverse biroller)
- Mikael Wulff (Diverse biroller)

### Sæson 3
- Esben Pretzmann (Tommy og Conrad)
- Helle Dolleris (Debbie)
- Christiane Schaumburg-Müller (Vanessa)
- Anders Morgenthaler (Diverse biroller)
- Mikael Wulff (Diverse biroller)

## Afsnit

### Sæson 1
1. Hårkuren – 19. januar 2011
2. Love for sale – 26. januar 2011
3. Global opvarmning – 2. februar 2011
4. Plejebørn - 9. februar 2011
5. Tommy og Jørgen Ingenarm – 16. februar 2011
6. De nye naboer – 23. februar 2011
7. Vanessa og døden – 2. marts 2011
8. Conrad Superstar – 9. marts 2011

### Sæson 2
1. Kvalitetstid – 31. august 2011
2. Sex – 7. september 2011
3. Debbie ser alt – 14. september 2011
4. Alene hjemme – 21. september 2011
5. Scener fra et ægteskab – 28. september 2011
6. Ødipus – 5. oktober 2011
7. Fristedet – 12. oktober 2011
8. Julekortet – 19. oktober 2011

### Sæson 3
1. Conrad i kloster – 2. juni 2012
2. Teen President – 9. juni 2012
3. Demokrati – 16. juni 2012
4. Vanessa & Alexander VII – 23. juni 2012
5. Den barmhjertige Tommy – 30. juni 2012
6. Vanessa bliver gravid – 7. juli 2012
7. Debbie bliver enke – 14. juli 2012

### Specialafsnit
1. Sæson 1 special – En episode hvor man ser klip fra hvert familiemedlem valgt af seerne i en SMS-afstemning.
2. Nytårstale – Et afsnit hvor Vanessa og Conrad laver en nytårstale fra år 2011, med små kommentarer fra Tommy.